# Нейлисов, Константин Фемистоклович
Константин Фемистоклович Нейлисов (1828—1887) — русский филолог, педагог и переводчик.

## Биография
Родился 20 марта 1828 года в Санкт-Петербурге.
Окончил 3-ю Петербургской гимназию и историко-филологический факультет Санкт-Петербургского университета.
Педагогическую деятельность начал в 1852 году преподавателем латинского языка в Олонецкой гимназии. Защитив в 1855 году диссертацию («De digammate») на звание магистра греческой словесности, перевёлся учителем всеобщей и русской истории в Варшавскую гимназию.
В 1862 году был причислен к министерству народного просвещения и назначен постоянным членом комиссии по оценке учебников Царства Польского. Был в заграничной научной командировке и после возвращения в Россию в 1864 году был назначен доцентом Харьковского университета по кафедре римской и греческой словесности.
С 1868 по 1874 год был инспектором Санкт-Петербургского учебного округа, а затем поступил преподавателем латинского и греческого языков в филологическую гимназию при Петербургском историко-филологическом институте и вскоре был назначен директором этой гимназии; в этой должности он проработал до самой смерти.
С 22 декабря 1872 года состоял в чине действительного статского советника. Был награждён орденами: Св. Анны 2-й ст. (1874), Св. Владимира 3-й ст. (1878) и Св. Станислава 1-й ст. (1881).
Из научных трудов Нейлисова, кроме диссертации, наиболее известны его переводы с греческого: «Речь Эсхина против Ктесифонта» (СПб., 1887), «Речь о венце Демосфена» (СПб., 1887), «Лягушки» Аристофана (СПб., 1887) и «Несколько слов об Энеиде» (Варшава, 1859); кроме того, он поместил несколько статей в «Журнале Министерства народного просвещения» и «Санкт-Петербургских ведомостях».
Умер в Санкт-Петербурге 5 (17) октября 1887 года. Похоронен на Смоленском православном кладбище.